# Psittinus
Psittinus is een geslacht van vogels uit de familie Psittaculidae (papegaaien van de Oude Wereld).
Er zijn twee soorten:
- Psittinus abbotti  – Simeuluepapegaai
- Psittinus cyanurus  – Blauwrugpapegaai